# قتل بی‌نقص
قتل بی‌نقص (انگلیسی: The Perfect Murder) یک فیلم هندی انگلیسی‌زبان جنایی است که در سال ۱۹۸۸ منتشر شد.

## بازیگران
- نصیرالدین شاه
- استلان اسکاشگورد
- امجد خان
- مدهور جعفری
- آنو کاپور
- آرچانا پوران سینگ
- دالیپ تاهیل
- سکینه جعفری
- موهان آگاشه
- راتنا پاتک